# Картон Черноземье
ООО «Карто́н Чернозе́мье» — российская частная компания, работающая в сфере переработки бытовых отходов. Существует с 2009 года, специализируется в основном на переработке бумажного мусора в картон, а также пластика и плёнки. Осуществляет деятельность преимущественно в Воронежской, Ростовской и Волгоградской областях, ключевое предприятие экологической безопасности региона, лауреат всероссийских и международных конкурсов социального предпринимательства.

## История
Компания основана в 2009 году в городе Семилуки Воронежской области предпринимателями Игорем Забоевым и Петром Бойковым, которые ранее занимались строительным бизнесом, но лишились работы из-за наступившего экономического кризиса. «В Семилуках тогда было столько мусора, что бумагу ветром повсюду носило. И мы решили попробовать на этом сделать деньги. Выгоднее всего, как нам казалось, было сдавать пластиковые бутылки, а бумага и картон тогда стали для нас социальной миссией. Был внутренний позыв сделать город чище».
Они взяли в аренду помещение, приобрели грузовик, наняли восьмерых рабочих (в том числе двух инвалидов) и зарегистрировали ИП. Уже в первый же год было вывезено 240 тонн макулатуры (18 тонн собраны учениками двух городских школ), 60 тонн пластиковых бутылок, 120 тонн стекла. Грузовик ежедневно делал от четырёх до шести рейсов по мусорным площадкам города, собирая весь мусор, какой можно переработать.
В 2010 году предприниматели зарегистрировали ООО «Картон Черноземье» и переместили производство в село Девица Семилукского района, при этом компания начала осваивать сопредельный Хохольский район и весь Воронеж. Администрация Воронежской области признала фирму лучшим стартапом в сфере экологии и наградила её грантом в размере 300 тыс. рублей, на эти средства был приобретён пресс для утрамбовывания вторсырья.
По итогам 2012 года оборот компании возрос до 12 млн рублей, тогда как чистая прибыль составила 110 тыс. рублей. Администрация Семилук признала проект социально значимым и выделила предприятию земельный участок в черте города без участия в торгах. Компания приняла участие в программе «Молодёжный бизнес в России» и стала лауреатом престижного международного конкурса Prince’s Youth Business International в Лондоне, одержав победу в номинации «Экологический предприниматель года» — конкурс, организованный с подачи принца Чарльза, включал тысячи претендентов из 35 стран мира.
В 2013 году компания выиграла всероссийский конкурс социальных предпринимателей фонда региональных социальных программ «Наше будущее» и получила беспроцентный заём в размере 4 млн 250 тыс. рублей сроком на три года. Средства пошли на закупку в Финляндии специальных контейнеров для мусора и приобретение машины для их обслуживания. Каждый контейнер представляет собой прочный мешок, равный по объёму трём стандартным бакам, находящийся в специальном углублении — над поверхностью земли выступает лишь небольшая его часть, снабжённая люком. Эта инновационная технология позволяет одновременно оптимизировать процесс сбора вторсырья и навести порядок на контейнерных площадках, избавившись от большого количества изношенных неопрятных баков. Позже совместно с финской компанией BioFinn на территории Семилукского огнеупорного завода был создан цех для производства соответствующих мусорных контейнеров — размер инвестиций в оборудование составил около 10 млн рублей.
Годовой оборот по данным за 2013 год составил 48 млн рублей, в то время как чистая прибыль увеличилась до 420 тыс.
Пётр Бойков и Игорь Забоев победили в номинации «Экология и здоровье» на российском этапе главного международного конкурса предпринимателей Entrepreneur of the Year Awards, а затем прошли в финал международного конкурса Youth Business International, который состоялся в марте в Дубае. В марте 2015 года, как ведущая компания в сфере малого и среднего бизнеса Воронежской области, общество с ограниченной ответственностью «Картон Черноземье» стало соэкспонентой IX Петербургского Партнериата малого и среднего бизнеса, находясь в делегации, возглавляемой губернатором Алексеем Гордеевым. В мае Пётр Бойков получил приглашение на всероссийский Слёт социальных предпринимателей в Москве, где выступил с речью на тему «Актуальность раздельного сбора вторсырья в наши дни». Помимо этого, Пётр Бойков и Игорь Забоев, как основатели ООО «Картон Черноземье», заняли второе место в зачёте всероссийской премии «Импульс добра», уступив в номинации «За личный вклад в развитие социального предпринимательства» лишь Роману Аранину.

## Деятельность
В настоящее время «Картон Черноземье» осуществляет закупочную деятельность, сортировку и переработку вторичного сырья — картона, макулатуры, плёнки ПВХ, ПВД, ПНД в Воронеже, Воронежской области и других регионах РФ. Производится покупка упаковки из картона для сортировки, вторичной переработки и утилизации на перерабатывающих предприятиях у компаний любой формы собственности: магазинов, супермаркетов, частных лиц. Ежемесячно компания отправляет на переработку 1500 тонн бумажных отходов, 120 тонн плёнки, 60 тонн пластика.
Поставкой сырья на предприятие занимаются такие крупные компании как X5 Retail Group, «Роснефть», «Сбербанк» в Воронежской области, РЖД, сети общественного питания «Русский аппетит» и «Макдональдс». Основными предприятиями сбыта переработанных материалов являются Киевский картонно-бумажный комбинат на Украине, ОАО «Маяк» в Пензе, ООО «Бумажная фабрика» в Ростове-на-Дону, ПК «Снежинка» в Волгограде, тульский филиал Svenska Cellulosa Aktiebolaget, бумажные комбинаты в Эстонии и Финляндии. В период 2016—2019 годов планируется модернизация предприятия до переработки полного цикла, с самостоятельным изготовлением из вторсырья готовой к использованию продукции.

## Социальное значение
Руководители «Картон Черноземье» активно пропагандируют среди населения концепцию разделительного сбора мусора, которая считается нормой во многих развитых странах, но в России пока представлена слабо. Ими разработан план экокультурного развития, в частности регулярно проводятся лекции в школах, акции по сбору макулатуры, идёт сотрудничество с некоммерческими экологическими организациями региона, в том числе налажено сотрудничество с воронежской региональной общественной организацией «Центр экологической политики», совместно с которой регулярно проводятся акции по очистке от мусора и благоустройству городских территорий. На контейнерных площадках дежурят специально обученные люди — сортировщики отходов, которые не только перебирают мусор, но и ведут разъяснительную работу с горожанами.

Культуру поведения надо пропагандировать долго. В Финляндии государство занималось этим с 1950-х годов. Там позорно выбросить батарейки вместе с объедками или ненужный диван не разобрать — поролон туда, доски сюда… И никому не придёт в голову совать в автомат для жестянок банку на шнурке, чтобы получать за неё деньги несколько раз.— Пётр Бойков

## Отзывы
Обозреватели журнала «Эксперт» считают, что план развития «Картона Черноземья» выдержан в лучших соцпредпринимательских традициях, сочетая в себе социальное воздействие и экономическую устойчивость: «Новые рабочие места в области, формирование культуры сбора вторсырья, улучшение экологической ситуации — и одновременно увеличение объёмов бизнеса и, следовательно, доходности».